# Feedback (album Elysium)
Feedback – trzeci album studyjny polskiej grupy muzycznej Elysium. Wydawnictwo ukazało się 2 maja 2003 roku nakładem wytwórni muzycznej Metal Mind Productions.
Koncertowa premiera materiału odbyła się podczas festiwalu Metalmania w katowickim Spodku, gdzie Elysium zagrał jako headliner małej sceny.
„Feedback” to ostatni album Elysium, na którym zagrali: Michał Maryniak (gitara), Roman Felczyński (bas) i Maciej Oryl (perkusja). W składzie zespołu zadebiutował Michał Włosik (gitara).

## Informacje o utworach
Utwór „4:48 (for Sarah) został zainspirowany przez twórczość angielskiej dramatopisarki Sarah Kane.

## Realizacja nagrań
Nagrania zostały zarejestrowane w Tower Studio we Wrocławiu pomiędzy lutym a marcem 2003 roku. Producentem materiału był Arkadiusz „Malta” Malczewski (znany m.in. ze współpracy z: Behemoth, Azarath, Decapitated, Lost Soul i Vesania).
Mastering odbył się w Hertz Studio w Białymstoku w kwietniu tego samego roku. Mastering wykonali bracia Sławomir i Wojciech Wiesławscy.

## Dostępne formaty
Nakładem Metal Mind Productions album ukazał się na płycie CD i kasecie magnetofonowej.

## Lista utworów
Opracowano na podstawie materiału źródłowego.
(Słowa: Maciej Miskiewicz, muzyka: Elysium)
1. „World Hello Day” – 4:19
2. „Feedback” – 4:36
3. „Aeolian Choreography” – 4:17
4. „4,48 (for Sarah)” – 3:52
5. „Sinusoid Forward” – 4:31
6. „Venus Project” – 7:23
7. „Departure Fresco” – 4:18
8. „Digital Future Anthem” – 4:44
9. „Suicide Generation” – 8:47

## Twórcy
Opracowano na podstawie materiału źródłowego.
| - Maciej Miskiewicz – śpiew - Michał Maryniak – gitara - Michał Włosik – gitara - Roman Felczyński – gitara basowa - Maciej Oryl – perkusja - Arkadiusz Malczewski – produkcja muzyczna, inżynieria dźwięku, miksowanie | - Wojciech Wiesławski – mastering - Sławomir Wiesławski – mastering - Piotr Ignasiak – okładka, oprawa graficzna - Christophe Szpajdel – logo - Grzegorz Kwolek – zdjęcia |